# Вивариум
«Вива́риум» (англ. Vivarium, рус. Виварий) — художественный фильм-триллер 2019 года, снятый режиссёром Лорканом Финнеганом по рассказу Финнегана и Гаррета Шенли.
Мировая премьера состоялась 18 мая 2019 года на Каннском кинофестивале.

## Сюжет
Молодая пара Том и Джемма хотят купить дом. Они навещают Мартина — странного агента по недвижимости, который рассказывает им о новом проекте загородной застройки, где, по его словам, сейчас активно раскупаются дома. Джемма и Том выезжают вместе с Мартином в городок «Там вдали» (англ. Yonder), где вплотную друг к другу стоят тысячи одинаковых пригородных домов. Это место безмолвно, пусто и выглядит потусторонним. Мартин показывает паре дом № 9 и исчезает, так и не ответив на вопрос, когда же здесь появятся жильцы, купившие дома. Пара пытается уехать оттуда, но теряется: каждый новый маршрут возвращает их к тому же дому. В конце концов в машине заканчивается бензин, и они решают остаться на ночь в доме. Мобильной связи и интернета на территории городка нет.
На следующее утро Том по лестнице забирается на крышу дома и видит, что дома, судя по всему, простираются в бесконечность. Пара решает следовать напрямую через дворы за солнцем, надеясь использовать его как ориентир и выбраться из городка, но к вечеру всё равно выходят к дому № 9. Напротив него на дороге они обнаруживают посылку, внутри которой находятся расфасованная еда и предметы первой необходимости. В ярости Том поджигает дом № 9, надеясь использовать пожар в качестве сигнального костра. Наблюдая за пожаром, пара постепенно засыпает. Проснувшись наутро, они обнаруживают посылку с живым младенцем-мальчиком внутри. Также оказывается, что дом цел и невредим, как будто пожара и не было. Надпись на посылке с младенцем гласит: «вырастите ребёнка и будете свободны».
Пара вынуждена остаться жить в доме № 9. Пища и всё необходимое появляется в посылках перед домом, хотя никто не видит, чтобы их кто-то приносил. Психологическое и физическое состояние обитателей дома № 9 постепенно ухудшается. Вся природа, окружающая дом, солнце на небе и небольшие облачка выглядят искусственными. Том обнаруживает, что земля под ногами также явно неестественного происхождения, и начинает копать яму, пытаясь добраться до настоящей почвы. В какой-то момент он начинает слышать из-под земли какие-то звуки. В результате Том становится одержимым этим занятием и все дни проводит в яме.
Всего за три месяца ребёнок вырастает до примерно семилетнего возраста, но со взрослым голосом, и ведёт себя неадекватно, пугая родителей. Мальчик постоянно требует к себе повышенного внимания, смотрит на странные меняющиеся узоры по телевизору, иногда долго и оглушительно кричит. В один из дней Том, срываясь, решает заморить мальчика (которого сам Том называет «оно», а не «он») голодом, но Джемма не даёт этого сделать. Эмоциональная дистанция, которая появилась между ней и Томом, подталкивает её к ребёнку. Однажды мальчик исчезает, а появляется уже со странной книгой. Джемма пытается выяснить, кто подарил ему эту книгу, прося изобразить этого человека. В ответ на это мальчик принимает вызывающую отторжение, пугающую физическую форму, на шее у него вздуваются горловые мешки. Том и Джемма постепенно всё больше слабеют физически, их психологическое состояние также ухудшается.
Мальчик вырастает в молодого мужчину и со временем перестаёт пускать «родителей» в дом. Во время раскопок Том обнаруживает иссохшее тело в мешке для трупов. Выбравшись из ямы и пытаясь найти Джемму, он совсем ослабевает и умирает на обочине дороги у Джеммы на руках. Юноша приносит коробку, в которой оказывается мешок для трупов, куда он помещает тело Тома и сбрасывает в выкопанную тем яму. Джемма пытается убить «сына» киркой, но лишь легко ранит его. Пытаясь настигнуть его, Джемма попадает в странный бесконечный коридор под землёй и видит череду домов, где живут пары, похожие на них, после чего попадает обратно в дом № 9. Позже Джемма тоже умирает, спрашивая перед смертью, зачем она жила, на что «мальчик» отвечает, что её задача как матери была в том, чтобы «выпустить сына в мир». «Мальчик» хоронит её в яме рядом с Томом и покидает дом на машине Тома и Джеммы. Он становится агентом по недвижимости, заменив Мартина, который уже состарился и умирает. В агентство заходит очередная пара, которая выбирает себе дом.

## В ролях
| Актёр            | Роль               |
| ---------------- | ------------------ |
| Джесси Айзенберг | Том                |
| Имоджен Путс     | Джемма             |
| Джонатан Арис    | Мартин             |
| Сенан Дженнингс  | Мальчик            |
| Инна Хардвик     | Мальчик (взрослый) |